# Stefano Salvatori
Stefano Salvatori (Milánó, 1967. december 29. – 2017. október 31.) olasz labdarúgó. Pályafutása során játszott a Parma, Fiorentina, Milan és az Atalanta csapatában is, az 1989–90-es szezonban Bajnokcsapatok Európa-kupáját nyert.

## Pályafutása
Stefano Salvatori az AC Milan akadémiáján nevelkedett, de a rendszeres játéklehetőség miatt előbb az alsóbb osztályú Virescit Boccaleone, majd a Parma csapatához került. Az olasz élvonalban a Fiorentina színeiben mutatkozott be az 1988-1989-es szezonban. A következő idényben visszatért az AC Milánhoz és  UEFA-szuperkupát, valamint Bajnokcsapatok Európa-kupáját nyert nevelőklubjával. Ezt követően újból a Fiorentina játékosa lett, majd két szezon múlva a SPAL-hoz szerződött. Az Atalanta csapatát feljutáshoz segítette, majd a skót Heart of Midlothian játékosa lett, akikkel kupagyőzelmet ünnepelhetett. Három szezont töltött Skóciában, majd pályafutása befejezése előtt az Alzano Virescit, az AlbinoLeffe és a Legnano alsóbb osztályú csapataiban játszott.
Visszavonulása után Brisbaneben és Sydneyben labdarúgóiskolát működtetett.

## Halála
2017. október 31-én, 49 éves korában hunyt el.

## Sikerei, díjai
Milan
- Serie A 2. hely: 1989–90
- Olasz Kupa döntős: 1989–90
- UEFA-szuperkupa győztes: 1989
- Bajnokcsapatok Európa-kupája győztes: 1989–90

Hearts
- Skót Kupa győztes: 1998

## Külső hivatkozások
- Profilja a tuttocalciatori.net oldalán
- Profilja az Olasz labdarúgó-szövetség oldalán
- Profilja az magliarossonera.it oldalán